# Sweda Italia
Sweda Italia S.p.A. era una azienda italiana che operava principalmente nel settore della produzione e della distribuzione di registratori e terminali di cassa, POS e di sistemi per l'automazione dei negozi.

## Storia
Il gruppo Sweda nasce in Svezia nel 1928 e viene acquistata dalla statunitense Litton Industries nel 1963.
In Italia, Sweda si insedia nel 1964 nello stabilimento Litton di Pomezia.
Nel 1983 viene rilevata da Fineur CBM con il 51% e da Olivetti al 49%. Fineur, del torinese Leonardo Ceoldo, salirà fino a possedere il 75% circa del capitale sociale.
Dal 1984 al 1988 fu sponsor della squadra di calcio del Torino.

Sweda sponsor di maglia del nella stagione 1987-1988

Nel 1985 arriva a fatturare 150 miliardi lire, con 13,8 miliardi di utili, 70.000 unità prodotte e una quota del 25% all'interno del suo settore. Nello stesso anno realizza un registratore di cassa in grado di comunicare con esercente e cliente grazie a un sintetizzatore vocale.
Nel 1986, in collaborazione con Enidata (Eni) produce una piattaforma telematica per il voto elettronico tramite videoschermo posto nella cabina elettorale.
La società però attraversa un periodo di crisi, con debiti fino a 110 miliardi di lire, a causa della fine del periodo di diffusione dei registratori di cassa.
Viene rilevata dal gruppo Gerolimich (Cameli-Regis Milano) nel 1990.
Ma anche il gruppo Gerolimich (5300 dipendenti, 3500 miliardi di fatturato e 1800 miliardi di debiti), entra in crisi a causa degli ingenti debiti accumulati per l'acquisizione di numerose società.
Perciò, nel 1999, insieme ai suoi 290 dipendenti viene venduta per 30 miliardi di lire dalla americana MWCR LLC, controllata dai fondi pensione americani Mutual Series Fund e Wexford Capital. Ancora nel 1995, dopo Olivetti, è la seconda società italiana del settore.
Nasce così la società MWCR S.p.A. con 113 miliardi di lire di fatturato, che controlla Sweda, Sarema e Anker Distribution Systems (ADS), ottenendo il 50% del mercato italiano dei registratori di cassa ed il 20% di quello delle bilance (con Omega Bilance e Suprema).
Nel 2000 Nuova Holding Subalpina (Sanpaolo IMI) e MWCR Lux (Schroders) acquistano il controllo congiunto di MWCR.
Dal 2007 MWCR è in liquidazione, ammessa al concordato preventivo, con i dipendenti delle unità di Lonate Pozzolo, Milano e Pomezia in cassa integrazione.
Le attività di MWCR proseguono tutt'oggi tramite la società Ditron, che a suo tempo rilevò i rami d'azienda ECR-POS e Peso (registratori di cassa) e tramite Omega Taglio Foodtech per il ramo d'azienda Taglio.